# کوکوگاکو

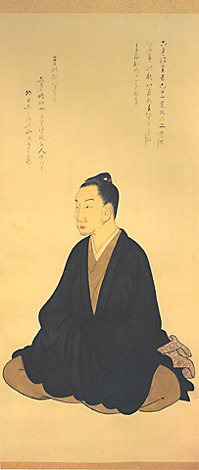
موتوئوری نوریناگا (本居 宣長، ۱۷۳۰–۱۸۰۱) یک دانشمند برجسته ژاپنی در دوره ادو بود که به خاطر کارهایش در مطالعات بومی (کوکوگاکو) شناخته می‌شود.

کُوکوگاکو (به ژاپنی: 国学 Kokugaku) یک جنبش علمی و یک مکتب ژاپنی زمینهٔ فلسفه و لغت‌شناسی بود که در دوره ادو شکل گرفت. مکتب کُوکوگاکو دانش ملی ژاپن بود. دانشمندان مکتب ملی باهمهٔ گرایش به باورهای شینتو و ستایش گذشته ژاپن از بینش واقع‌گرای کنفوسیوسی برخوردار بودند، و هم اینان با تکیه به مفاهیم تفوق و مشروعیت تبار و مقام امپراتور سرانجام پیشدار بازگشت قدرت به دستگاه امپراتوری شدند. آن‌ها همچنین با طرح این اصل که تحت حکومت امپراتور امتیازی میان عامهٔ مردم و چهار طبقه اجتماعی نیست، اساس حقوقی نظام طبقاتی را فرو ریختند.

## بررسی اجمالی
کُوکوگاکو به معنی «یادگیری ملی»، جنبشی در اواخر قرن هفدهم و هجدهم ژاپن که بر مطالعات کلاسیک ژاپنی تأکید داشت. این جنبش از نئوکنفوسیوسی‌ها، که بر اهمیت ادبیات کلاسیک چینی تأکید داشتند، انگیزه گرفت. برای مثال، مکتب میتو، محققان، اثری عظیم به نام دای-نیهون-شی («تاریخ ژاپن بزرگ») را بر اساس مدل چینی تاریخ‌ها آغاز کرد. با این حال، به زودی، جنبش کوکوگاکو تلاش کرد تا تمام تأثیرات خارجی، از جمله بودیسم و کنفوسیوس‌گرایی را پاکسازی کند. جنبش «یادگیری ملی» در مکتب فوکو (بازسازی) شینتو تحت رهبری مردانی مانند کامو مابوچی، موتوئوری نوریناگا و هیراتا آتسوتانه به اوج خود رسید. احیای شینتو، جنبش کوکوگاکو و احساسات سلطنت‌طلبانه مکتب میتو، همگی در دوره میجی (۱۸۶۸–۱۹۱۲) در احیای حکومت امپراتوری و تأسیس شینتو به عنوان یک فرقه دولتی ترکیب شدند.

## محققان برجسته کُوکوگاکو
- هاناوا هاکی‌ایجی
- هاگیوارا هیرومیچی
- هیراتا آتسوتانه
- کادا نو آزومامارو
- کامو نو مابوچی
- کاتوری ناهیکو
- موتواوری نوریناگا
- موتوئوری اوهیرا
- موتوئوری هارونیوا
- ناکانه کوتی
- اوئدا آکیناری
- داته مونه‌هیرو
- فوجیتانی میتسوئه
- تاچیبانا موریبه